# Zapasy na Igrzyskach Azjatyckich 1958
Turniej zapasów na Igrzyskach Azjatyckich 1958 w stolicy Japonii, Tokio odbył się od 25 do 27 marca, na terenie Korakuen Hall. 

## Klasyfikacja medalowa
Gospodarz zawodów został zaznaczony kolorem.
| Klasyfikacja medalowa | Klasyfikacja medalowa | Klasyfikacja medalowa | Klasyfikacja medalowa | Klasyfikacja medalowa | Klasyfikacja medalowa |
| Miejsce               | państwo               | Złoto                 | Srebro                | Brąz                  | Razem                 |
| --------------------- | --------------------- | --------------------- | --------------------- | --------------------- | --------------------- |
| 1                     | Japonia               | 5                     | 2                     | 1                     | 8                     |
| 2                     | Iran                  | 3                     | 3                     | 2                     | 8                     |
| 3                     | Pakistan              | 0                     | 3                     | 2                     | 5                     |
| 4                     | Korea Południowa      | 0                     | 0                     | 2                     | 2                     |
| 5                     | Filipiny              | 0                     | 0                     | 1                     | 1                     |
| Razem                 | Razem                 | 8                     | 8                     | 8                     | 24                    |

## Wyniki

### Styl wolny
| Konkurencja |                    |                    |                      |
| ----------- | ------------------ | ------------------ | -------------------- |
| 52 kg       | Ryoji Yoshida      | Khalil Rayatpanah  | Shujah-ud-Din        |
| 57 kg       | Minoru Iizuka      | Muhammad Akhtar    | Gholam Hossein Zandi |
| 62 kg       | Kiyoshi Nakagawa   | Muhammad Siraj-Din | Nasser Givehchi      |
| 67 kg       | Emam Ali Habibi    | Kazuo Abe          | Bong Ug-won          |
| 73 kg       | Yutaka Kaneko      | Tofigh Jahanbakht  | Muhammad Bashir      |
| 79 kg       | Takashi Nagai      | Nabi Sorouri       | Nicolas Arcales      |
| 87 kg       | Gholam Reza Tachti | Haruo Takagi       | Hwang Chae-won       |
| +87 kg      | Abbas Zandi        | Muhammad Nazir     | Mitsuhiro Ōhira      |